# Hazlov
Hazlov (németül Haslau) község Csehországban a Karlovy Vary-i kerület Chebi járásában. A községhez tartozik Lipná (Lindau), Polná (Hirschfeld), Skalka (Rommersreuth), Vlastislav (Seichenreuth) és Výhledy (Steingrün).

## Fekvése
Az Aši-kiszögellés délkeleti részén, Aš-tól 9 km-re délkeletre a Hazlov–patak (csehül Hazlovský potok) mentén fekszik. Területe a Smrčiny hegység részét képező Aši-hegyvidéken (csehül Ašská vrchovina) belül a Házlovi-dombvidéken (csehül Házlovská pahorkatina) fekszik.

## Története

### A település története
A 12. században német telepesek alapították. Sörfőzdéjét 1553-ban létesítették. A 19. század első felében mezőgazdasági jellege mellett textilipara is fejlődésnek indult. Első szövödéjét 1822-ben alapították. Ezt követően alapították a Bareuther és Weigandt textilipari üzemeket. A község legjelentősebb textilgyárát Göldner létesítette, s ez az üzem egészen 2008-ig működött.

### A hazlovi vár története
Első írásos említése 1224-ből Hazlovi Frigyes várának építéséről tudósít, akik a 15. század kezdetéig birtokolták. Az eredetileg román stílusú erődítményt a 14. században gótikus stílusban átépítették. 1401-ben a chebi Jur Miklós vásárolta meg, majd 1450-től a Landwüst-család tulajdonába került. Ekkor ismét átalakították. Majd Jan Maléřík birtokába került, kinek leszármazottaitól került a vár 1579-ben előbb a Volf-család, majd a Dětřich- és a Nostitz-családok után a Moser-család tulajdonába, kik a 19. századig birtokolták. A vár 17. századi nagymértékű átalakítása, mely folyamán barokk stílusú kastéllyá alakították át, szintén a Moser-családnak köszönhető. A 17. század végén templomot is építettek hozzá. A kastély utolsó tulajdonosa, a Hemfeld-család 1945-ig birtokolta. A kastély egészen a 20. század közepéig jó állapotban fennmaradt, ettől kezdve azonban a kihasználatlan épület állaga gyorsan romlott. Az 1960-as években nagy részét lebontották, s az 1970-es években a fennmaradó részét is lebontásra ítélték, azonban ismeretlen okok miatt teljes bontását mégsem hajtották végre.

## Nevezetességek

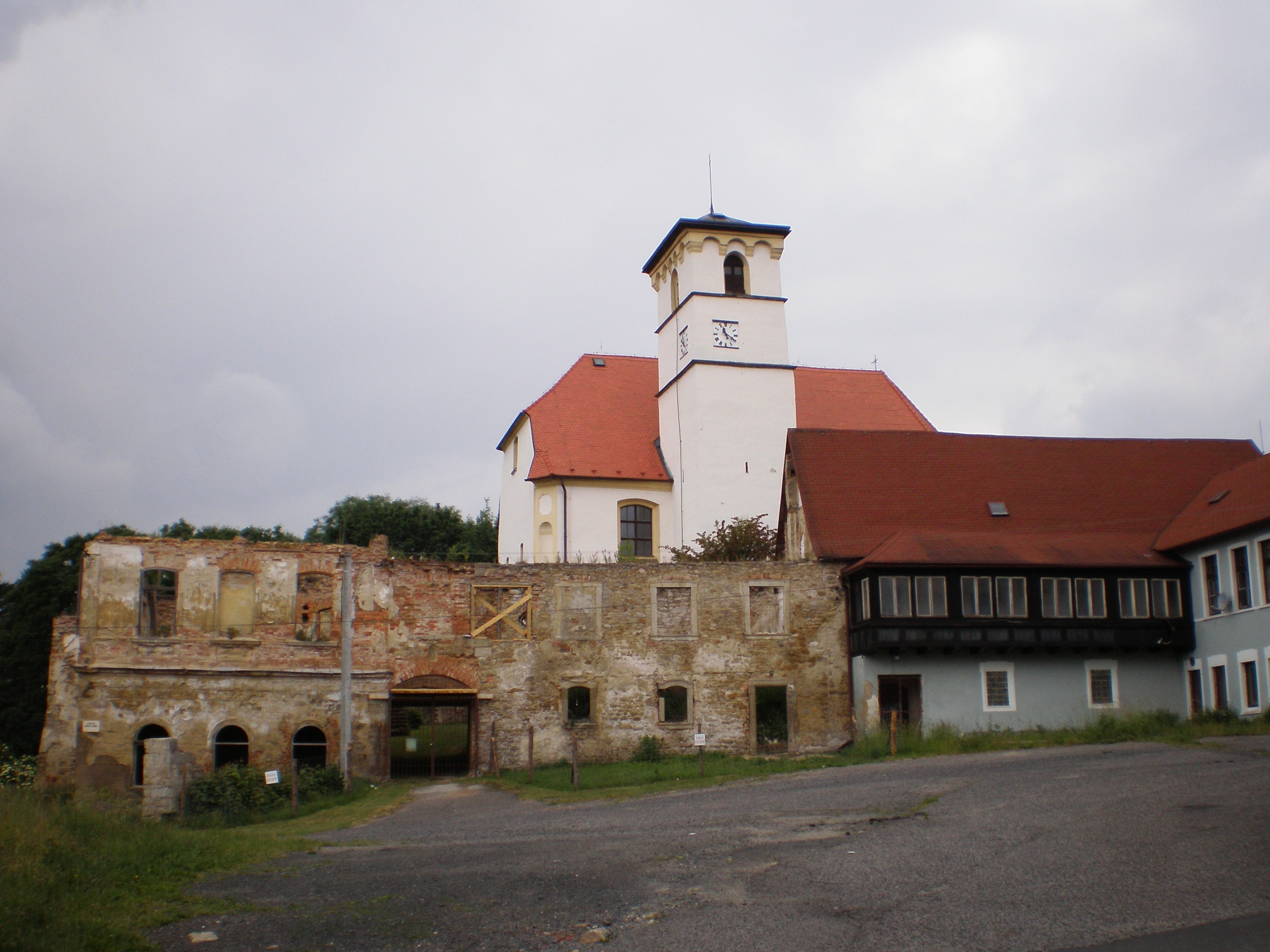
A romokban álló hazlovi kastély

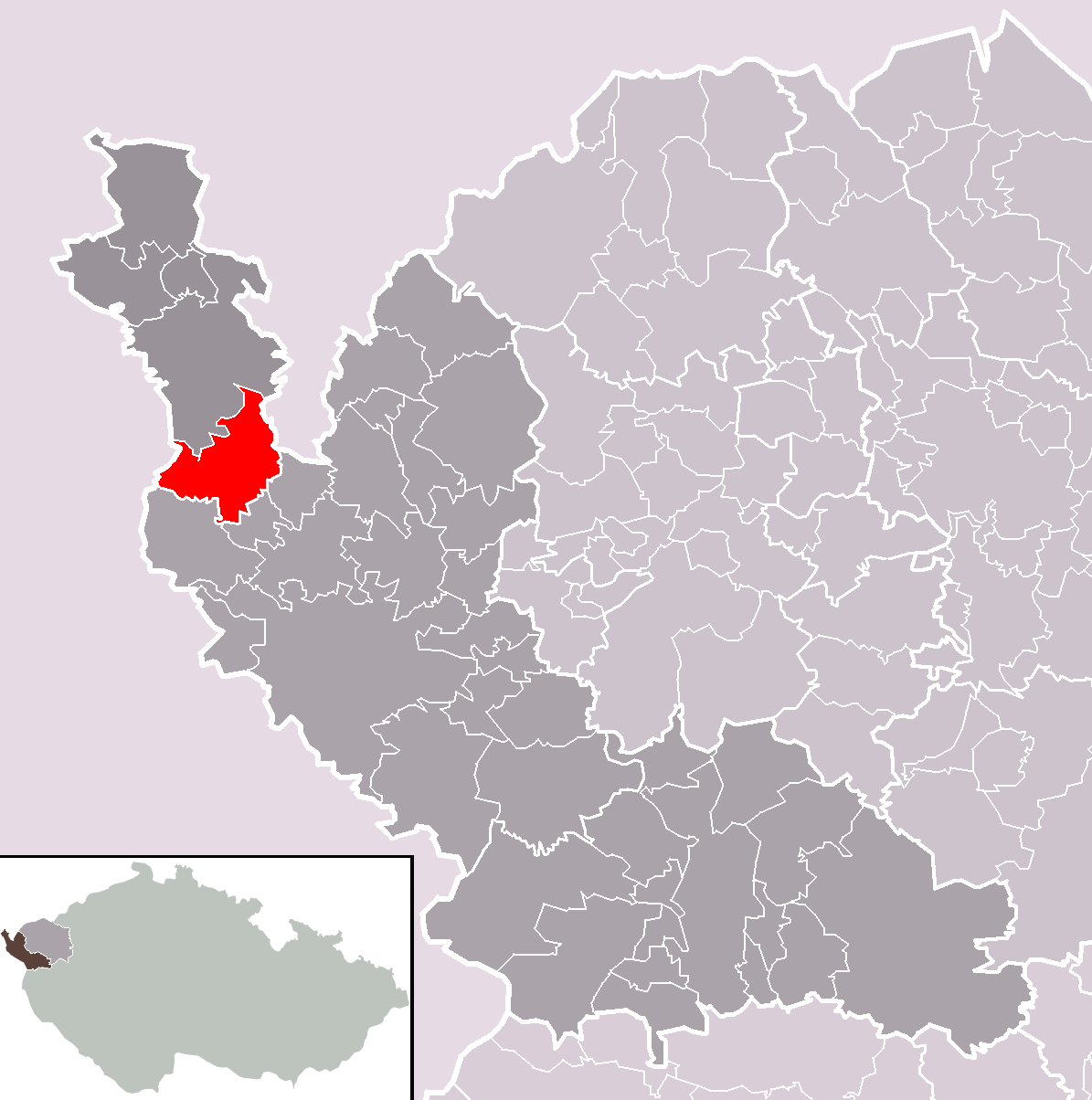
A község közigazgatási területe

- Hazlovi kastélyrom.
- Az egykori kastély temploma.
- Az 1686-ban épített, Szent György tiszteletére szentelt templom.
- Az első világháború hazlovi hősi halottainak tiszteletére emelt emlékmű a Kálvária–dombon.
- Kőkeresztek.
- evangélikus templomát 1907-ben építették.

## Kultúra
- Aš és környékének regionális hetilapja Listy Ašska címen jelenik meg.

## Lakossága
| Év            | 1850 | 1930 | 1947 | 1961 | 1970 | 2001 |
| ------------- | ---- | ---- | ---- | ---- | ---- | ---- |
| Lakosok száma | 1796 | 2922 | 999  | 1173 | 1168 | 1192 |

A település népessége az elmúlt években az alábbi módon változott:
| Lakosok száma | 4571 | 4544 | 4047 | 1509 | 1389 | 1595 | 1552 | 1540 | 1512 | 1530 |
|               | 1869 | 1890 | 1921 | 1950 | 1980 | 2001 | 2017 | 2019 | 2022 | 2024 |

## Testvértelepülések
- Alapító tagja a környék cseh és német településeit összekötő Barátok Európa szívében (németül Freunde im Herzen Europas, csehül Přátelé v srdci Evropy) társulásnak.

## Fordítás
- Ez a szócikk részben vagy egészben a Hazlov (zámek) című cseh Wikipédia-szócikk ezen változatának fordításán alapul.  Az eredeti cikk szerkesztőit annak laptörténete sorolja fel. Ez a jelzés csupán a megfogalmazás eredetét és a szerzői jogokat jelzi, nem szolgál a cikkben szereplő információk forrásmegjelöléseként.